# FourFourTwo (Polska)
FourFourTwo (Polska) – miesięcznik sportowy poświęcony piłce nożnej, wydawany na licencji brytyjskiego czasopisma FourFourTwo, początkowo przez spółkę Ginza Media Group, a od września 2012 do grudnia 2018 przez Arskom Group.
W 2010 Ginza Media Group poinformowało o pozyskaniu licencji na publikację brytyjskiego miesięcznika sportowego na terytorium Polski. Spółka poinformowała, że pierwsze pilotażowe wydanie zostanie wydane przy współpracy Haymarket Worldwide – właściciela marki FourFourTwo. Pierwsze wydanie ukazało się w czerwcu 2010 i poświęcone było rywalizacji o Mistrzostwo Świata w piłce nożnej w 2010. Treść pierwszego wydania w większości była przetłumaczeniem brytyjskiego oryginału. Nakład wydania specjalnego wynosił 30 tysięcy egzemplarzy, a redaktorem naczelnym został Wojciech Szaniawski. Regularny miesięcznik pojawił się w sprzedaży detalicznej w pierwszej połowie września 2010, a format czasopisma był zbliżony do brytyjskiego pierwowzoru. W lipcu 2010 Ginza Media Group poinformowało o podjęciu współpracy z dwoma piłkarzami – Jerzym Dudkiem i Tomaszem Kuszczakiem, którzy w miesięczniku mieli pełnić rolę komentatorów.
W 2012 Arskom Group poinformowało o pozyskaniu licencji do wydawania FourFourTwo na terytorium Polski. Wraz ze zmianą wydawcy czasopismo pozyskało współpracę z m.in. Eurosport, a także z Onet.pl. Miesięcznik regularnie zawierał informacje na temat rozgrywek piłkarskich na świecie, opis sylwetek piłkarzy, wywiady, informacjach bieżących, a także pozostał przy publikowaniu oryginalnych treści z brytyjskiego wydania FourFourTwo. Redaktorem naczelnym pozostał Wojciech Szaniawski. Ostatnie wydanie pojawiło się w grudniu 2018.

## Redakcja
- Redaktor naczelny: Wojciech Szaniawski
- Redaktor prowadzący: Bartosz Król
- Dyrektor artystyczny: Łukasz Bałdyga